# Perconia atra
Perconia atra là một loài bướm đêm trong họ Geometridae.